# شهرستان اوتووتسک
شهرستان اوتووتسک (به لهستانی: Powiat Otwock) یک شهرستان در لهستان است که در استان ماسوویان واقع شده‌است. شهرستان اوتووتسک ۶۱۵٫۰۹ کیلومتر مربع مساحت و ۱۱۶٬۰۸۶ نفر جمعیت دارد.